# Paul Eboua
Paul Herman Eboua (* 15. Februar 2000 in Yaoundé) ist ein kamerunischer Basketballspieler.

## Laufbahn
Eboua wuchs in Douala auf und wurde dort von einem Italiener entdeckt, auf dessen Vermittlung er nach Rom wechselte und dort ab 2015 zunächst im Nachwuchs des Vereins Stella Azzurra spielte. 2016 wurde er zur Talenteschau „Jordan Brand Classic“ in die Vereinigten Staaten eingeladen. In der Saison 2018/19 erzielte Eboua in 35 Zweitligaspielen für Roseto im Schnitt 5,3 Punkte je Begegnung.
Zum Spieljahr 2019/20 wechselte er zum Erstligisten Consultinvest VL Pesaro. Ende November 2020 wurde Eboua von der NBA-Mannschaft Miami Heat verpflichtet und Mitte Dezember 2020 wieder entlassen. Anschließend stand er im Dezember 2020 für einige Tage bei den Brooklyn Nets unter Vertrag, schaffte den Sprung ins feste Aufgebot aber nicht, der Vertrag wurde noch vor dem Saisonbeginn wieder aufgehoben. Er wurde Mannschaftsmitglied der Long Island Nets in der NBA G-League, wurde in zehn Spielen eingesetzt um kam auf 2,9 Punkte je Begegnung. Im März 2021 kehrte er nach Italien und nach Pesaro zurück.
Im Sommer 2022 wurde Eboua vom Zweitligisten Vanoli Basket Cremona verpflichtet. Er unterzeichnete 2024 einen Mehrjahresvertrag beim amtierenden italienischen Meister Olimpia Mailand, blieb aber als Leihspieler in Cremona. Im Dezember 2024 wechselte Eboua zum Erstligisten Trapani Shark.

### Nationalmannschaft
Eboua wurde Nationalspieler Kameruns, er nahm im Juli 2024 in Riga an einem der Ausscheidungsturnier für die Olympischen Sommerspiele im selben Jahr teil, verpasste mit der Auswahl aber den Sprung zu Olympia.